# Justicia santapaui
Justicia santapaui är en akantusväxtart som beskrevs av Sigamony Stephen Richard Bennet. Justicia santapaui ingår i släktet Justicia och familjen akantusväxter. Inga underarter finns listade i Catalogue of Life.